# QuickBird
QuickBird је сателит за надгледање Земље. Власништво је компаније DigitalGlobe. Лансиран је 2001. године као први од три планирана сателита у орбити до 2008. године. Снима снимке врло високе резолуције, и по томе је други по квалитету међу комерцијалним сателитима. Сателит може да снима панхроматске (црно беле) снимке, са резолуцијом 60-70 cm, и мултиспектралне снимке са резолуцијом од 2,4 m у централном делу и 2.8 m у периферним деловима снимака. 
Са овом резолуцијом могу бити видљиви и детаљи као што су зграде, или други објекти инфраструктуре. Ипак, она је недовољна за рад са мањим објектима, као што су регистарске таблице на возилима. Снимци могу бити коришћени у програмима за процесирање снимака у даљинској детекцији, али и у ГИС пакетима за анализу. Снимци се, такође, могу користити и као позадина у апликацијама као што је „Гугл мапе“. 

## Карактеристике
Сензори
- 60  панхроматски
- 2,4  мултиспектрални
  - Мултиспектрални канали: плави (450-520 nm), зелени (520-600 nm), црвени (630-690 nm), блиски инфрацрвени (760-900 )

Орбита
- Висина: 450
- Циклус снимања: 1 до 3,5 дана
- Период: 93,4 минута